# Italiaans-Somalilandse roepie
De Italiaans-Somalilandse roepie was de munteenheid in Italiaans-Somaliland van 1909 tot 1925. Hij werd onderverdeeld in 100 bese (enkelvoud: besa, Somalisch: بيزا).

## Geschiedenis
De Italiaans-Somalilandse roepie werd in 1909 en 1910 geïntroduceerd. Eerst werden bronzen bese munten geïntroduceerd, gevolgd door zilveren roepies in 1910. De roepie verving verschillende valuta's, waaronder de Maria Theresia-thaler en de Indiase roepie, die in waarde gelijk was. De Italiaans-Somalilandse roepie werd vervangen door de Italiaans-Somalilandse lire tijdens een overgangsperiode tussen 1 juli 1925 en 30 juni 1926, tegen een koers van 8 lire = 1 roepie.
Nadat de Italiaans-Somalilandse roepie was vervangen, circuleerden er in het voormalige Italiaans-Somaliland verschillende valuta's, waaronder de Italiaans-Oost-Afrikaanse lire, de Oost-Afrikaanse shilling, de somalo en de Somalische shilling.